# 大野敏哉
大野敏哉（日语：／ Ōno Toshiya，1969年—），日本男編劇、小說家、演出家。出身於愛知縣名古屋市。演劇組合『New Answer』主宰。

## 來歷、人物
1996年，在名古屋居住期間，其作品被選入東京歌舞雜耍秀公開招募新人作家。在佐藤B作的熱心推薦下移居東京，作為編劇首次亮相。其首部電視劇工作是《世界奇妙物語》（1998年）。2000年，與演員川幸代共同創立演劇組合『New Answer』，並擔任導演。2011年，被選為《Suite 光之美少女♪》的劇本統籌，這是本身首部動畫工作。2012年，作為小說家出道，將noitaminA動畫《釣球》改編成小說，並負責劇本統籌和劇本。

## 編劇

### 電視劇

#### 連續電視劇
- 老闆靠邊站（日语：明日があるさ (テレビドラマ)）（2001年，日本電視台系列）
- TOP LADY（日语：恋するトップレディ）（2002年，關西電視台／富士電視台系列）
- 偵探家族（日语：探偵家族）（2002年，日本電視台系列）
- NURSE MAN（日语：ナースマン）（2002年，日本電視台系列）
- 週五晚間連續劇 單身3!!（日语：独身3!!）（2003年，朝日電視台系列）
- 辣妹掌門人（2006年，日本電視台系列）
- Happy★Boys（日语：ハッピィ★ボーイズ）（2007年，東京電視台系列）
- 美容少年★Celebrity（日语：美容少年★セレブリティ）（2007年，東京電視台系列）
- 謎（2008年，朝日電視台系列）
- 中學生日記（2010年，NHK）
- 結婚同窗會 ～SEASIDE LOVE～（日语：結婚同窓会 〜SEASIDE LOVE〜）（2012年，富士電視台TWO（日语：フジテレビTWO））
- 妄想女友（2015年，富士電視台）

#### 單發、特別節目
- 世界奇妙物語（富士電視台系列）
  - 春之特別篇『5分鐘後的女人』（1998年）
  - 秋之特別篇『駄洒落禁止令』（1998年）
  - 春之特別篇『親切成金』（1999年）
  - 秋之特別篇『發電課長』（2000年）
  - SMAP特別篇（日语：世にも奇妙な物語 SMAPの特別編）『大人的測驗』（2001年）
  - 春之特別篇『朋友登錄（日语：友達登録）』（2001年）
  - 春之特別篇『Rental-love』（2003年）
  - 秋之特別篇『來自過去的日記（日语：過去からの日記）』（2004年）
  - 15週年特別篇（日语：世にも奇妙な物語 15周年の特別編）『雨中的訪客』（2006年）
  - 春之特別篇『才能球』（2007年）
  - 秋之特別篇『未來的竊賊（日语：未来ドロボウ）』（2014年）
- 最後的約會（日语：最後のデート）（1999年，TBS系列）
- 八卦大作戰（日语：ココだけの話）（2001年，朝日電視台）
  - （第1回）
  - 卒業儀式（第5回）
  - （第9回）
- （2002年，富士電視台系列）
- 週三PREMIRE（日语：水曜プレミア） 日本恐怖之夜 Episode 1『預感』（2004年，TBS系列）
- Division 1（日语：ディビジョン1 (テレビドラマ)） Stage 13『15歲的布魯斯』（2005年，富士電視台）
- Andu Drama Project 心的連繫 ～3種愛情物語～（日语：ツナガルココロ 〜3つの愛の物語〜）（2007年，中京電視台）

### 電視動畫
2011年
- Suite 光之美少女♪（劇本統籌）
- 哆啦A夢 (2005年版)

2012年
- 釣球（劇本統籌）

2013年
- 科學小飛俠Crowds（劇本統籌）

2014年
- 魔術快斗1412

2015年
- 科學小飛俠Crowds Insight（劇本統籌）
- 全部成為F THE PERFECT INSIDER（劇本統籌）

2017年
- 青之驅魔師 京都不淨王篇（劇本統籌）
- 跳水男孩（編劇）
- infini-T Force（劇本統籌）
- 寶石之國（劇本統籌[1]）

2019年
- 約定的夢幻島（劇本統籌）

2021年
- 約定的夢幻島 Season 2（劇本統籌）[注 1]
- 86 -不存在的戰區-（劇本統籌）
- 影宅（劇本統籌）

2022年
- 影宅 2nd Season（劇本統籌）

2023年
- 幻日夜羽 -鏡中暉光-（劇本統籌）[注 2]
- Lv1魔王與獨居廢勇者（劇本統籌[2]）
- 無職轉生II ～到了異世界就拿出真本事～（劇本統籌）

2024年
- 格鬥實況（劇本統籌）
- 小市民系列（劇本統籌[3]）

### 電影動畫
2011年
- 劇場版 Suite 光之美少女♪：奪取回來！連結心中的奇蹟旋律♪

### 網路動畫
2020年
- 言靈少女 the Animation -Microphone soul spinners-

### 真人電影
2006年
- Simsons（日语：シムソンズ (映画)）

2007年
- Emma（日语：エンマ (映画)）
- 阿波DANCE（日语：阿波DANCE）

2010年
- 16歲的武士道（日语：武士道シックスティーン）
- 我的壞前輩（日语：私の優しくない先輩）

2014年
- 海月姬

2019年
- 貓咪小虎 ～我成為貓的理由～（日语：トラさん#実写映画）
- 漫長的告別

### 舞台
- 東京歌舞雜耍秀（日语：劇団東京ヴォードヴィルショー）
- Rough Cutt（日语：ラフカット）
  - Rough Cutt 2001（2001年）
  - Rough Cutt 2006（2006年）

## 小說

### 原創
- 都立櫻之台高校歸宅部（泰文堂，2013年）

### 動畫改編
- 釣球（Media Factory，2012年）
- 科學小飛俠Crowds Novelization SUGANE NOTE 2015-2016（一迅社，2014年）
- 小說 Suite 光之美少女♪（講談社角色文庫（日语：講談社キャラクター文庫），2016年）

## 腳註

## 相關項目
- 日本動畫師列表（日语：アニメ関係者一覧）

## 外部連結
- New Anser公式官網 （日語）
- New Anser，存于 （日語）
- 大野敏哉的X（前Twitter） （日語）